# Antimon
Az antimon egy kémiai elem a periódusos rendszer 15. csoportjából (nitrogéncsoport). Vegyjele Sb, rendszáma 51, atomi tömegegysége 121,75.
Gyógyszerészetben használt latin neve antimonium, régies neve stíbium, nyelvújításkori magyar neve: dárdany.

## Jellemzői

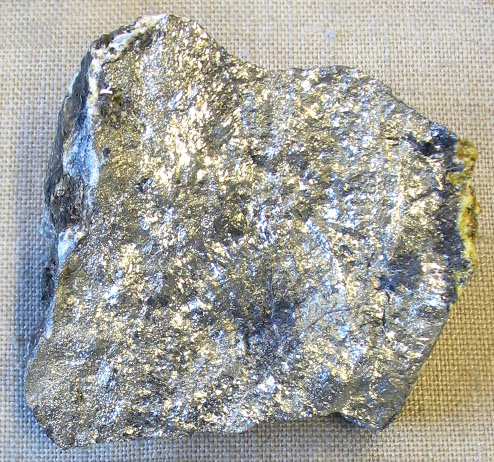
Elemi antimon oxidációs termékekkel

Több allotrop módosulata ismeretes. Ebből az ezüstfehér színű, félfém jellegű, rideg (mozsárban könnyen porítható) formája stabil szobahőmérsékleten. Az elektromosságot és a hőt gyengén vezeti, olvasztott állapotban jobban, mint kristályosban. A sárga és fekete formája instabil és nemfém jellegű. Antimongőz -90 °C alá történő hirtelen lehűtésével a sárga módosulat keletkezik, amely már -80 °C-on fémes módosulattá alakul. Fény hatására a fekete módosulat keletkezik, amely piroforos jellegű. Tömény SbCl3 oldat elektrolízisekor a katódon a robbanó módosulat keletkezik. Az antimon és egyes ötvözetei hűtésre kitágulnak.

## Előfordulása
Becslések szerint a földkéregben 0,2-0,5 ppm van jelen. Elemi állapotban is előfordul a természetben, de gyakrabban ásványokban. Ásványai közül ismertebbek az antimonit (Sb2S3), diszkrazit (Ag2Sb), tetraedrit (Cu2SbS3), valamint a szenarmontit, valentinit és antimonokker (ezek antimon-oxidok).

## Története
Vannak bizonyítékok, melyek alátámasztják azt a feltevést, hogy az antimon ismert volt már az ókorban is. Az antimon-szulfidot mint fekete szemöldök- és szempillafestéket használták a korabeli nők a Közel-Keleten. Pedaniosz Dioszkoridész az antimon-szulfidot stimmi néven említi, és idősebb Plinius „stibium” -ként. Később a „stibium” a fémet jelölte és nem a szulfidot. Dioszkoridész szerint, ha a stimmit faszénnel hevítik, fém válik ki, pont, mint az ólom esetében. Innen az a feltevés, hogy az antimon ismert volt az ókorban, de összetévesztették az ólommal.
Később Constantinus Africanus említi az antimon szót, amit először az arab Geber alkimista használt 800 körül. A szó eredete vitatott. Egyesek szerint az arab iṯmidből származna és Geber használta, mások a görög anti (ellen) és monos (egyedül) szóösszetételből származtatnák, mivel az antimon sosem jelenik meg egyedül, hanem más fémekkel együtt, vagy a francia moine (szerzetes)-ből származna mivel a szerzetesek foglalkoztak ilyen mérgekkel (ismert volt az antimon-oxid és kálium-bitartarát keveréke, mint hánytató).
A XIII. század írásaiban találkozunk az antimonnal egy ötvözetben (réz + 6% antimon) ami „Albertus Magnus aranya”-ként ismert és nagyon jó hamisítvány volt.
A XVII. század elején megjelent egy könyv az antimonról („Currus triumphalis antimonii”), ahol leírták tulajdonságait, előállítását, egyes vegyületeit és felhasználását. A könyv szerzője a Szent Benedek-rendi Basilius Valentinius (1392-1450) szerzetes, akinek kéziratait Johann Thölde alkimista adatta ki. Későbbi kutatások cáfolják ezeket az állításokat, és a könyv valódi szerzőjeként magát Thöldét tartják és úgy vélik, a bencés szerzetes nem is létezett, hanem Thölde álnévként találta ki.
Az első tudományos kézikönyvet az antimonról Nicolas Lemery (1645–1715) írta. Az antimont 1789-ben Lavoisier jegyezte be a kémiai elemek közé Traité élémentaire de chimie c. művében.

## Előállítása
Az antimonitból előállítható vassal történő redukcióval:
{\displaystyle \mathrm {Sb_{2}S_{3}+3Fe\Rightarrow 3FeS+2Sb} \,\!}
A keletkező antimon alacsonyabb hőmérsékleten olvad, mint a vas-szulfid és könnyű elválasztani tőle. Ugyancsak antimonitból előállítható pörköléssel, és utána a keletkezett oxidból szénnel redukálhatjuk.
{\displaystyle \mathrm {Sb_{2}S_{3}+5O_{2}\Rightarrow Sb_{2}O_{4}+3SO_{2}} \,\!}
{\displaystyle \mathrm {Sb_{2}O_{4}+4C\Rightarrow 2Sb+4CO} \,\!}

## Tulajdonságai
Vegyületeiben oxidációszáma -3, +3, és +5 lehet, ezek elsősorban kovalens jellegűek.
800 °C-on a levegő jelenlétében ég és fehér füst alakú antimon-trioxid keletkezik. Porítva és klórt tartalmazó edénybe szórva ég és antimon-pentaklorid keletkezik. Hevítve kénnel, arzénnel és foszforral reagál. A sósav és kénsav nem támadja meg, a salétromsav oxidálja és a koncentráció függvényében trioxid, vagy pentaoxid keletkezik amelyek hidratálódnak savképzéssel. Sói vízben oldva hidrolizálnak és oldhatatlan vegyületek keletkeznek.

## Hatása az élővilágra
Az antimon és vegyületeinek nagy része mérgező. Az antimonmérgezés tünetei nagyon hasonlóak az arzénmérgezéséhez. Kis adagban fejfájást, szédülést és depressziót okoz. Nagy adagban gyakori és heves hányáshoz vezet, amely pár napon belül halállal végződhet.
Egy tanulmány kimutatta, hogy savas gyümölcsitalok antimon-oxidot oldanak ki a modern PET flakonokból, a koncentráció esetenként egy évnél rövidebb tárolási idő esetén is túllépi a megengedett határt. Az ivóvízben a megengedett antimonmennyiség országonként változik:
- Anglia 20 µg l−1 (mikrogramm per liter)
- Kanada 6 µg l−1
- Németország 5 µg l−1
- Japán 2 µg l−1

## Felhasználása
- Az antimon egyes vegyületeit (oxidok, szulfidok, nátrium-antimonát és antimon-triklorid) felhasználják tűzálló zománcok előállítására a kerámiaipar részére és éghető anyagok tűzállóságának növelésére
- Leishmaniasis kezelésére is alkalmazzák IFN-gamma mellé
- az antimon(III)-szulfid és kálium-klorát keverékét gyufa gyártására használják
- az elektronika diódák, infravörösfény-detektorok és Hall-effektuson alapuló eszközök gyártásánál alkalmazza
- jelen van különböző ötvözetekben:
  - ólom-antimon (kemény ólom), amit vízvezetékek, lefolyók, ólomakkumulátorok rácsainak gyártására használnak
  - ólom-ón-antimon, amit nyomdákban, betűk gyártására használnak
  - ólom-ón-réz-antimon: siklócsapágyak gyártásánál használt súrlódáscsökkentő ötvözet
  - az „ólommentes” forrasztóónok 5% antimont tartalmaznak

## Szemfesték

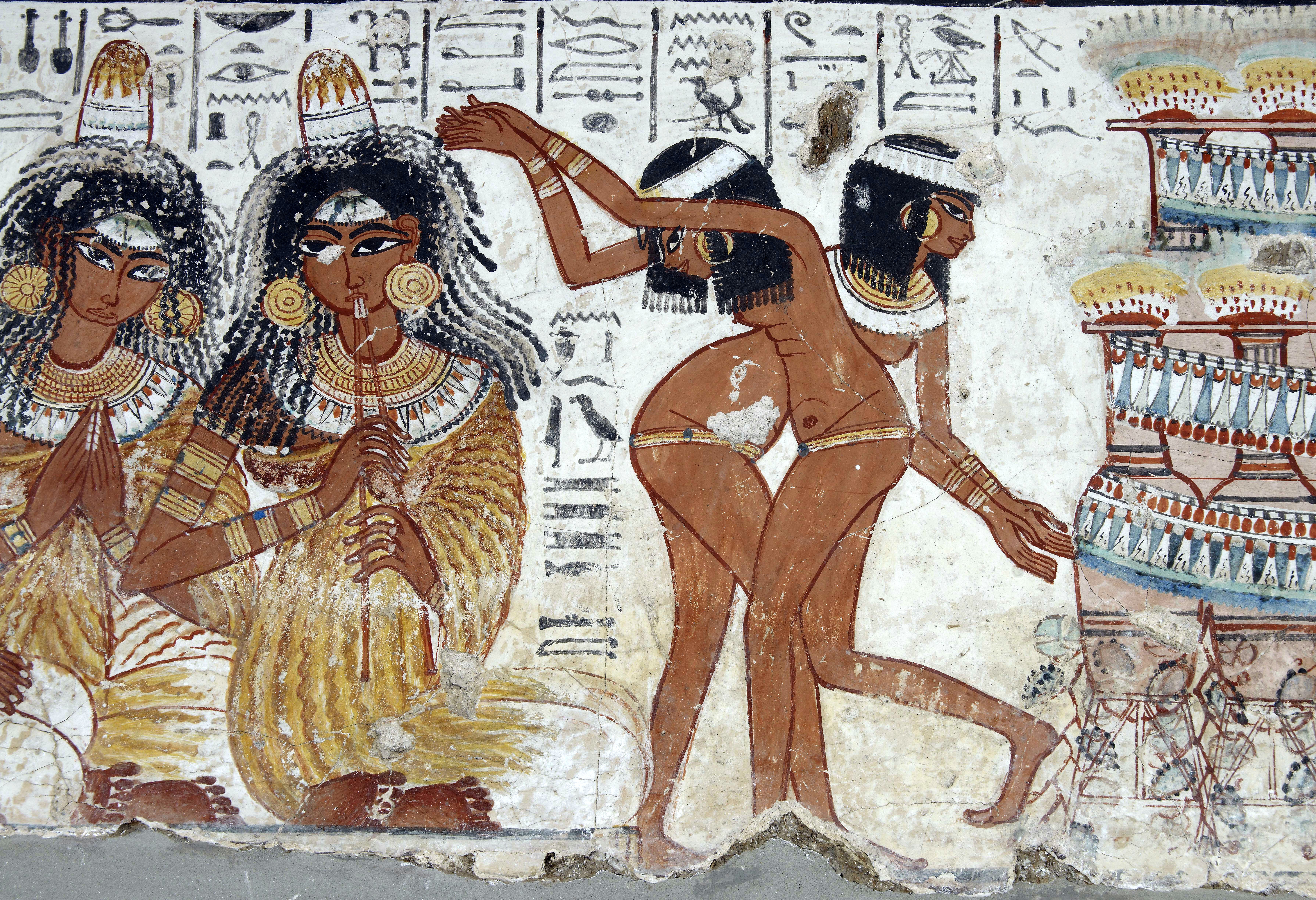
Kifestett szemű egyiptomi zenészek, táncosok

Több ókori kultúrában így Egyiptomban is, antimon-tartalmú szemfestéket használtak, ami szerintük védte a szemet a naptól és a szembetegségektől. Egyiptomi neve mesdemet 
| O34 · D46 | G17 | F21 · D4 |

 volt.

## Vegyületei

### antimon(III)-klorid
Legegyszerűbben antimonitból és tömény sósavból lehet előállítani főzéssel.
{\displaystyle \mathrm {Sb_{2}S_{3}+6HCl\rightarrow 3H_{2}S+2SbCl_{3}} \,\!}
Desztillálással tisztítható (forráspontja 223 °C). A tiszta antimon(III)-klorid 73 °C-on kristályosodik és egy átlátszó, lágy, vajszerű anyag keletkezik, sűrűsége {\displaystyle \rho =}
3,0. Innen származik a régi „antimonvaj” elnevezés. Erősen nedvszívó és a levegő nedvességével egy olajszerű oldatot képez. Jól oldódik szén-diszulfidban, kloroformban, éterben, acetonban, abszolút alkoholban. Oldódik kevés vízben, de oldatát ha hígítjuk hidrolizál és fehér csapadék alakjában antimon-klorid-oxid válik ki. Sok vízzel melegítve, az antimon-klorid-oxid antimon-oxiddá alakul, ami sósavval újra regenerálja az antimon(III)-kloridot.
{\displaystyle \mathrm {2SbCl_{3}{\xrightarrow[{H_{2}O}]{\xleftarrow {HCl}}}OSbCl{\xrightarrow {H_{2}O}}Sb_{2}O_{3}} }
Nátrium-klorid oldatba oldva egy komplex vegyület keletkezik.
{\displaystyle \mathrm {SbCl_{3}+3NaCl\rightarrow Na_{3}\left[SbCl_{6}\right]} \,\!}
Az antimon(III)-kloridot vas- és réztárgyak színezésére (barnítás) használják.

### antimon-oxid
- Az antimon-trioxid (Sb2O3), az antimon oxidálásával, vagy a hidroxid víztelenítésével lehet előállítani. Fehér kristályos por amely hevítéskor megsárgul, de lehűtve újra fehér lesz. 656 °C-on megolvad és 700-on forr. Gőzének sűrűsége megfelel a Sb4O6 molekuláris képletnek. Amfoter jellemű. Jól oldódik bázisokban antimonitok képződése közben.

{\displaystyle \mathrm {Sb_{2}O_{3}+2NaOH\Rightarrow 2NaSbO_{2}+H_{2}O} \,\!}
Ezeket a meta-antimonossavból lehet származtatni, amit oldatból nem lehet elkülöníteni.
{\displaystyle \mathrm {Sb_{2}O_{3}{\xleftarrow {\xrightarrow {+H_{2}O}}}2H\left[SbO_{2}\right]{\xleftarrow {\xrightarrow {+2H_{2}O}}}2H_{3}\left[SbO_{3}\right]} }
Ahol
- H[SbO2] hidrogén-[dioxo-antimonát(III)], elavult neve meta-antimonossav
- H3 [SbO3] hidrogén-[trioxo-antimonát(III)], elavult neve ortoantimonossav

A természetben két módosulata fordul elő: a szenamontit és a valentinit. Felhasználják a fehér zománcok előállításánál.
- Az antimon-tetroxidot (Sb2O4), az antimon(III)-oxid, vagy az antimon(V)-oxid 900 °C-on történő hosszas hevítésével lehet előállítani. Vízben oldhatatlan színtelen, kristályos, melynek X sugaras elemzésével megállapították hogy tulajdonképpen az antimon(III) és antimon(V) oxidjainak a kombinációja. A természetben mint antimonokker fordul elő.
- Az antimon(V)-oxid (Sb2O5), az antimon salétromsavval való oxidálásával lehet előállítani. Tisztán elég nehéz előállítani mivel a hevítéssel történő víztelenítésnél oxigént is veszít és keletkezik Sb2 O4 is. Világossárga színű és vízben gyengén oldódik. Belőle származtathatók az antimonsavak, melyek közül a legfontosabb a H[Sb(OH)6] (hexahidroxo-antimonsav), amit tiszta állapotban nem lehet elkülöníteni, de elkülöníthetők a sói, az antimonátok. Antimon(V)-oxid és kálium-hidroxid hevítésével és az olvadék kevés vízből való kristályosításával előállítható a kálium-[hexahidroxo-antimonát(V)], K[Sb(OH)6]. Ennek tömény oldata, Na+ ionok jelenlétében kicsapja a nátriumot, Na[Sb(OH)6] fehér csapadék formájában.

### antimon(III)-szulfid Sb2S3

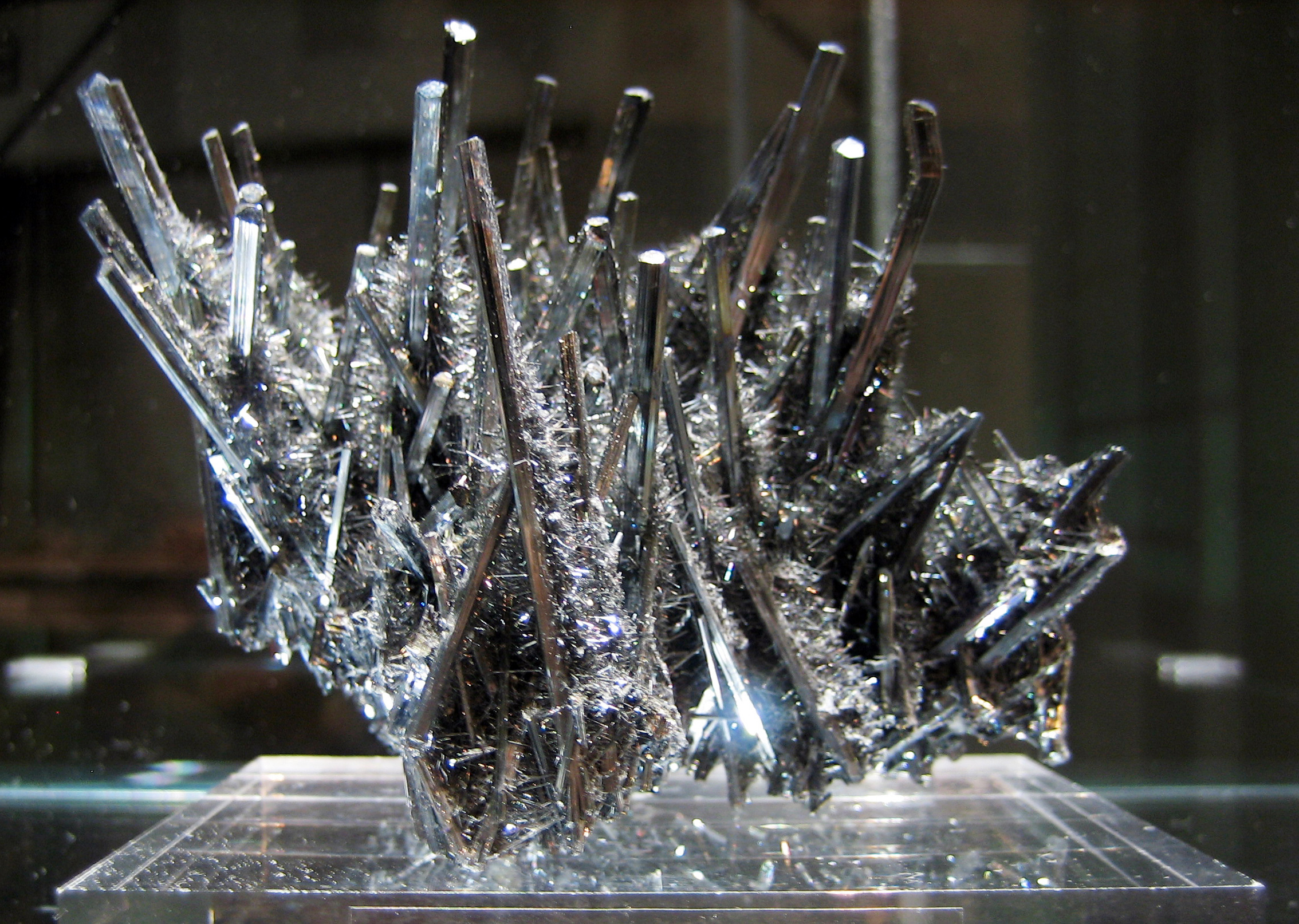
Antimonit: Carnegie Természetrajzi Múzeum

Előállítható a két elem megfelelő arányban való összeolvasztássávval, vagy az antimon(III) kicsapásával, hidrogén-szulfiddal. A csapadék narancssárga színű és az antimon kimutatására használják az analitikai kémiában. Ha levegő hiányában hevítjük átalakul az ólomszürke módosulatba amely azonos a természetben is előforduló ásvánnyal, az antimonittal, 500 °C-on megolvad. Az antimonit a rombos rendszerben kristályosodik és tűszerű kristályai elérhetik a 15–20 cm-t. Ha a hevítést levegő jelenlétében végezzük akkor antimon-tetraoxid keletkezik.

### antimon(V)-szulfid Sb2S5
Hasonló eljárásokkal lehet előállítani mint antimon(III)-szulfidot (antimon(V)-kloridból és hidrogén-szulfidból). Tiszta állapotban nátrium-[tetratio-antimonát(V)]-ből állítható elő híg savak hatására
{\displaystyle \mathrm {2Na_{3}SbS_{4}+6HCl\Rightarrow Sb_{2}S_{5}+6NaCl+H_{2}S} \,\!}
Szép narancssárga színű por, és ezért nevezték „sulfur auratum”-nak. Felhasználják a vörös gyufa gyártására (kálium-kloráttal) és a vörös kaucsukáruk vulkanizálására (220 °C-on bomlik és kén szabadul fel ami vulkanizál és a keletkezett Sb2S3 pedig színező).

### hidrogén-antimonid SbH3
Előállítható antimon(III)-oxidból és sósavból. Szobahőmérsékleten gáznemű (olvadáspontja -88,5 °C és forráspontja -17 °C), kellemetlen szagú. Nagyon instabil, már szobahőmérsékleten könnyen bomlik, főleg ha érdes felülettel érintkezik, vagy a kémcső falán van antimon tükör egy előző kísérletből. A tiszta hidrogén-antimonit 200 °C-ra hevítve robban.